# بيل شورتن
بيل شورتن (بالإنجليزية: Bill Shorten)‏ (مواليد 12 مايو 1967) هو سياسي أسترالي.أصبح زعيم حزب العمال الأسترالي وزعيم المعارضة منذ 2013.